# Furor teutonicus

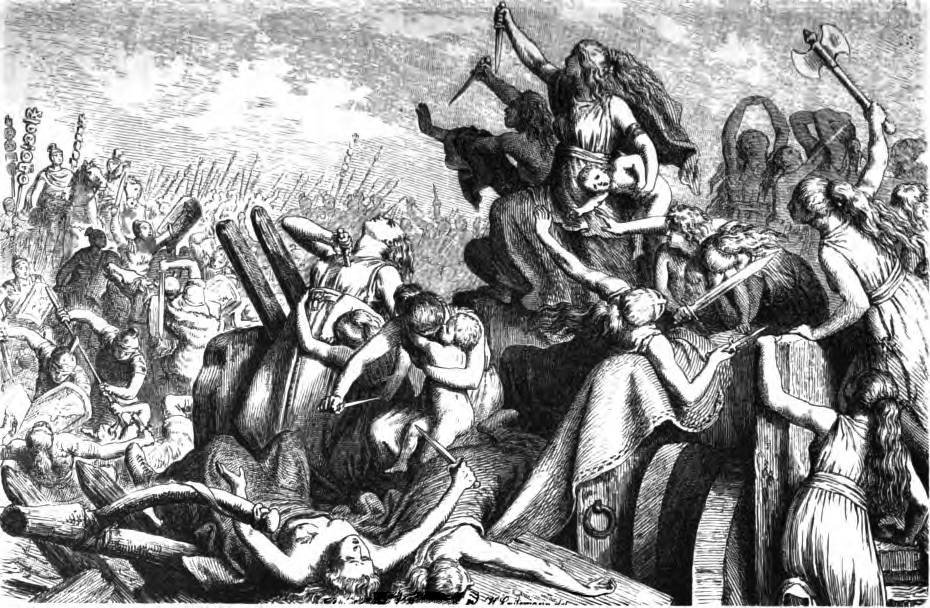
Grafika Die Frauen der Teutonen verteidigen die Wagenburg autorstwa Heinricha Leutemanna

Furor teutonicus (łac. „teutońska furia”) – zwrot łaciński używany na określenie agresywnych działań ludów germańskich. Po raz pierwszy pojawia się on w Farsaliach Lukana dla oddania cech przypisywanych przez niego Teutonom: okrucieństwa i szału bitewnego.
Teutonowie i Cymbrowie były to ludy germańskie, z którymi Rzymianie zetknęli się około roku 113 p.n.e. W walkach z nimi Rzymianie ponieśli kilka dotkliwych klęsk, między innymi pod Noreią w 113 roku p.n.e. i Arausio w roku 105 p.n.e. Ekspansję Germanów powstrzymał dopiero rzymski wódz Gajusz Mariusz, któremu udało się całkowicie zniszczyć Cymbrów i Teutonów w bitwach pod Aquae Sextiae i Wercellae, ale aż do kresu istnienia cesarstwa Germanie nękali jego granice i walnie przyczynili się do jego upadku.
Zwrot furor teutonicus pojawił się w kilku przemówieniach Bismarcka i Hitlera dla określenia tężyzny narodu niemieckiego.
Wyrażenia teutoński szał użył także w 2007 roku ówczesny premier Jarosław Kaczyński.